# El Kala
El Kala (in epoca coloniale La Calle, in latino Thinisa in Numidia) è una città dell'Algeria, nella Provincia di El Tarf, capoluogo dell'omonimo distretto.

## Storia

### Età antica e medievale

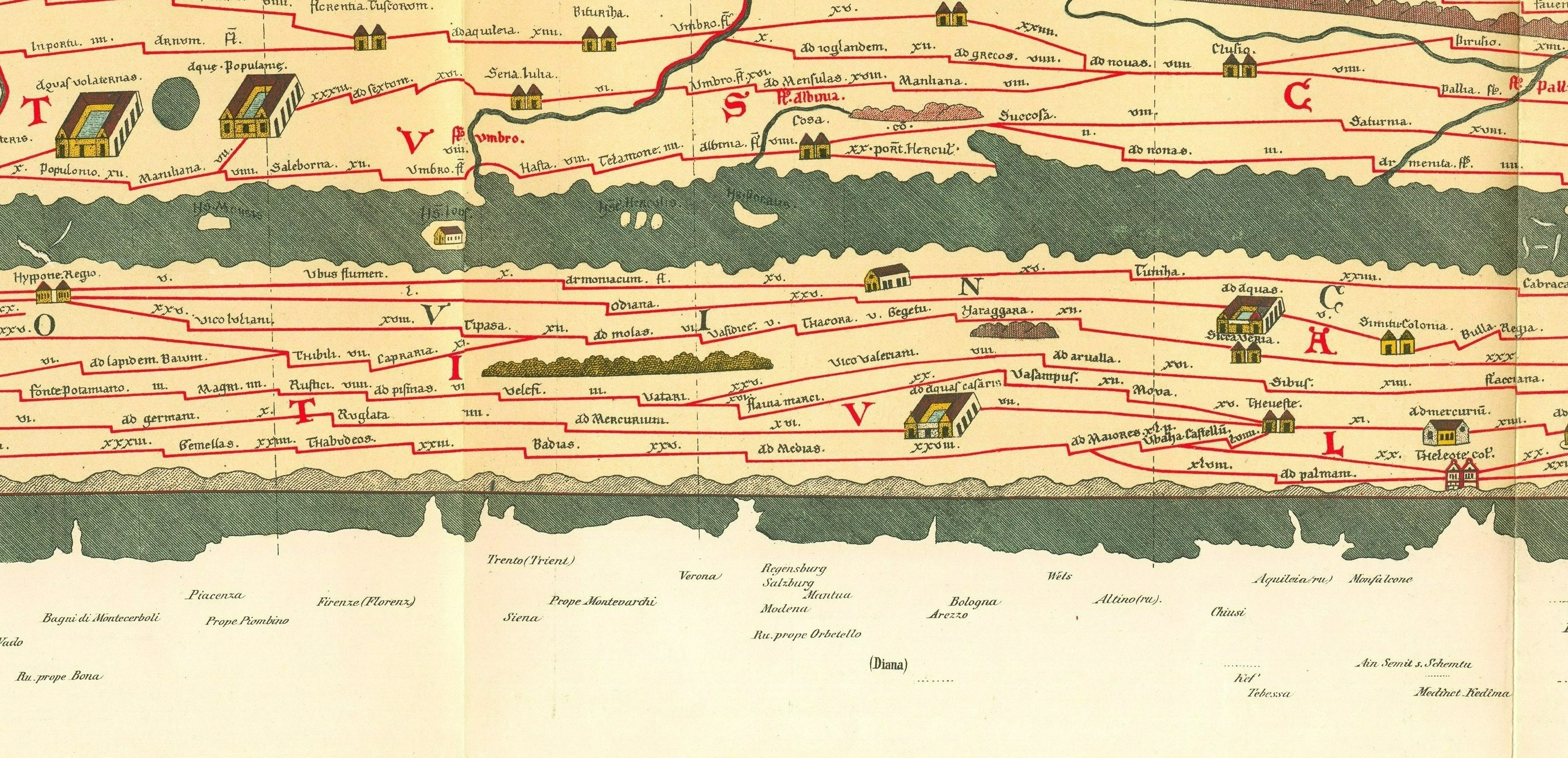
Tuniza nella Tabula Peutingeriana

La regione di El Kala è stata abitata fin dalla preistoria. Vestigia puniche sono state ritrovate a Cap Segleb, dove doveva esistere un mercato fenicio. El Kala è stata identificata con la statio romana di Tuniza, raffigurata nella Tabula Peutingeriana a 24 miglia a ovest di Thabraca, l'odierna Tabarka.
Nel Medioevo è chiamata Marsâ El-Kharaz da Ibn Hawqal e da Al-Bakri e Mersa Djoun da al-Idrisi. Marsa Al Kharaz era uno dei principali porti dell'imamato rustumide e uno degli arsenali in cui si costruiva la flotta militare che Tahert equipaggiava per le numerose scorrerie dirette contro Roma. Fu scelta come residenza dai pronipoti di Ibn Rustum, l'imam capostipite della dinastia rustumide.
Ibn Hawqal riferisce che nel X secolo, la località era abitata da ricchi mercanti specializzati nel commercio del corallo. Questa ricchezza non poteva andare esente dagli appetiti degli europei: nel 1287 una squadriglia siciliana attaccò Mers El Kherraz, saccheggiando e incendiando la città. L'industria del corallo si era sviluppata dopo l'arrivo di artigiani andalusi, che diedero impulso alla pesca del corallo e alla lavorazione del prodotto.

### Dominazione ottomana
Nel XVI secolo, i francesi conclusero un accordo con il beylerbey di Algeri, Hassan Pascià, che accordava alla Francia il diritto esclusivo di sfruttare il corallo della costa algerina. Dal 1553, Tommaso Lincio (o Lenci), un ricco negoziante di origine corsa, stabilitosi a Marsiglia, ottenne l'autorizzazione per installare un bastione francese, una compagnia di pesca e di raccogliere il corallo rosso mediterraneo: nacque così la compagnia marsigliese delle concessioni d'Africa.
La compagnia fu chiamata Bastion de France e il luogo in cui sorgeva conservò la nomenclatura originaria, El Kala e Mers El Kharraz, adattati in Calle de Marcaraz, abbreviati in seguito la Calle. Nel 1679, il Bastion de France fu trasferito sul sito della città di El Kala, dove fu costruita la prima chiesa dell'Africa del Nord in epoca moderna.
Verso il 1798, Hamidou ben Ali catturò 2 vascelli da guerra francese e conquistò la base militare francese di la Calle (El-Qala).
Più volte distrutta e ricostruita (seguendo gli ordini del dey, saccheggi e attacchi da parte di nativi e corsari), la concessione di pesca cambiò spesso proprietario. L'insediamento fu evacuato dal 1799 al 1816 a beneficio degli inglesi. Nel 1816, dopo il bombardamento di Algeri da parte loro, il bey ritirò loro la concessione e la offrì nuovamente ai francesi fino al 1827..

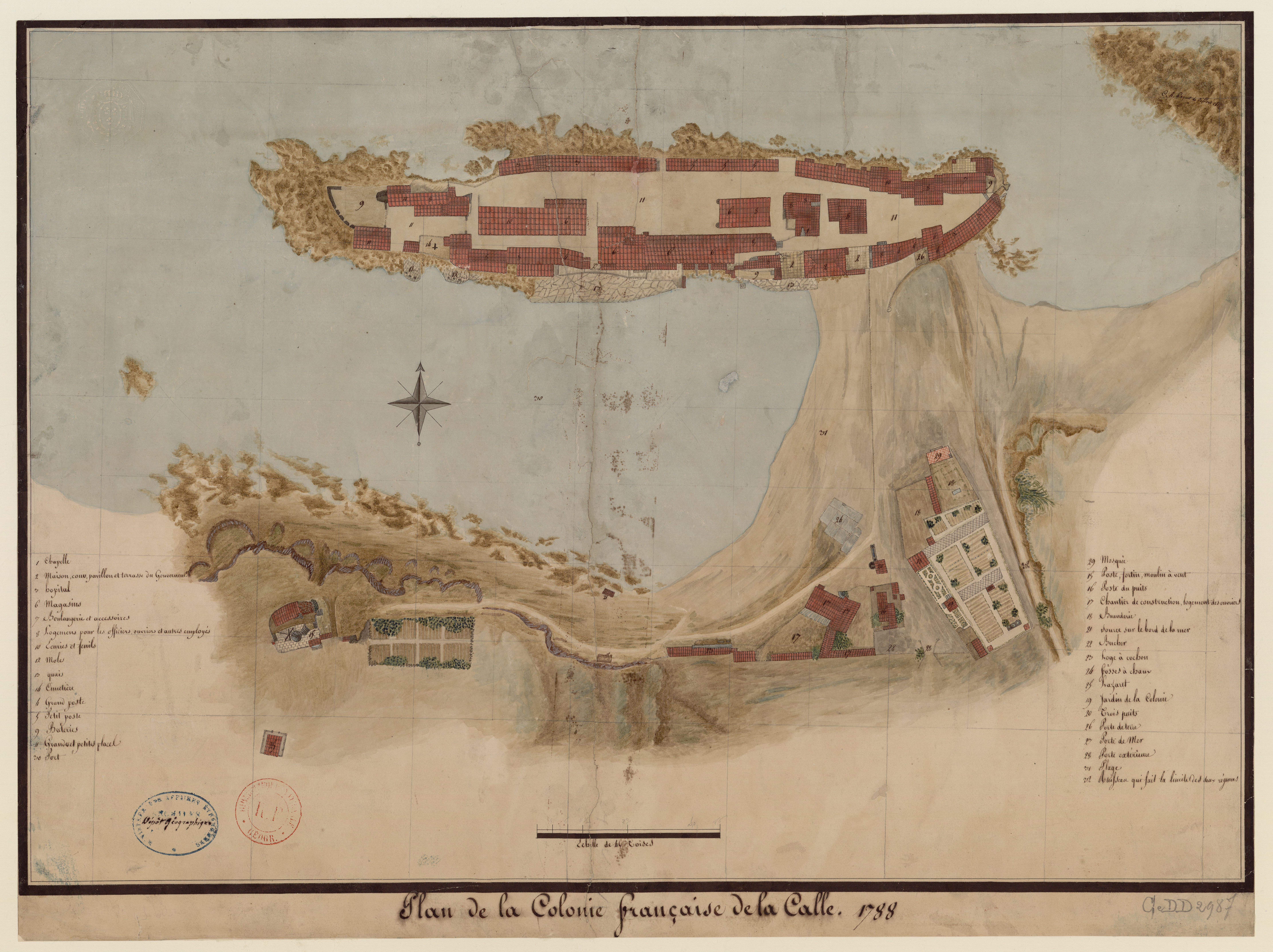
Pianta della colonia francese di La Calle, 1788

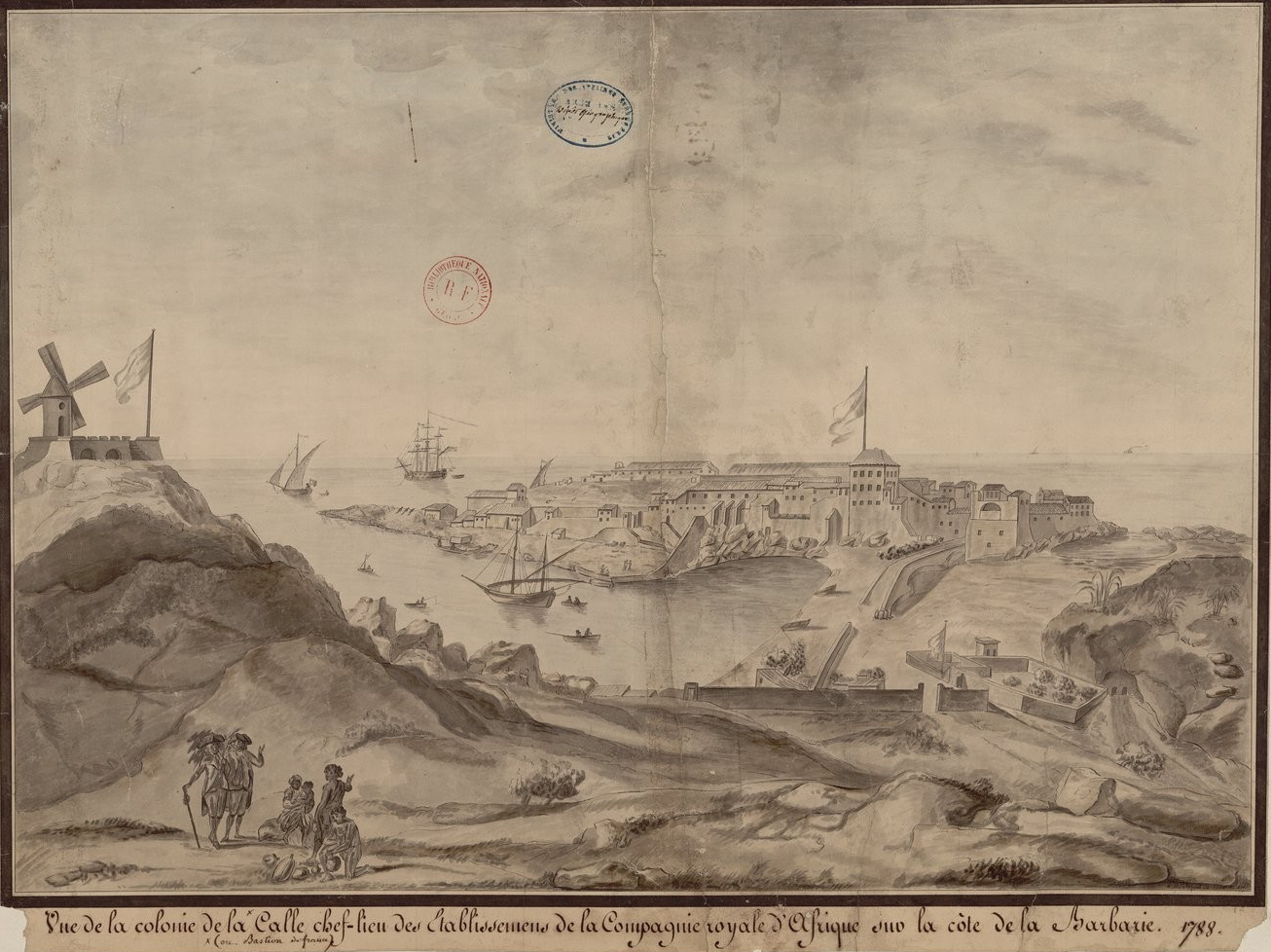
Veduta della colonia di La Calle, capoluogo degli stabilimenti della Compagnie royale d'Afrique sulla costa di Barberia, 1788.

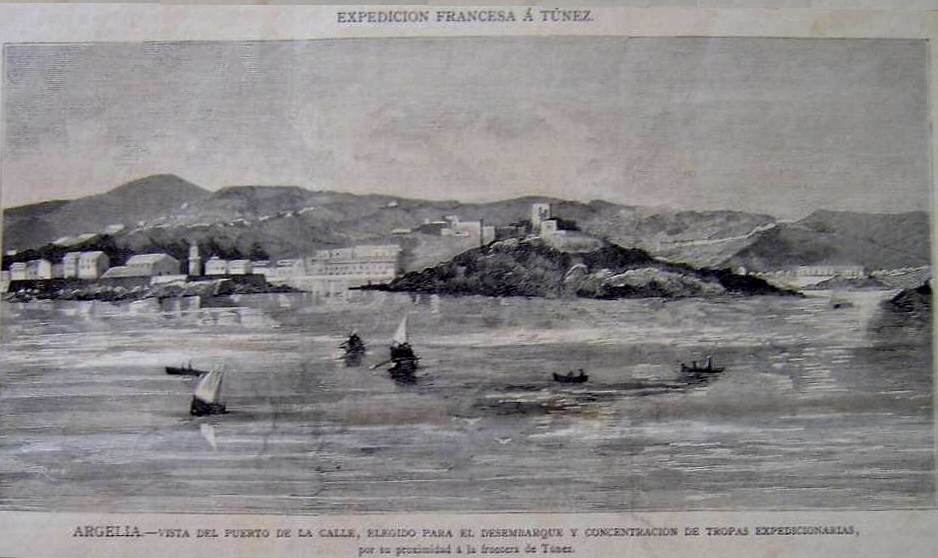
Spedizione francese a Tunisi. Algeria - veduta del porto di La Calle, scelto per lo sbarco e l'ammassamento delle truppe, per la prossimità con la frontiera della reggenza di Tunisi, circa 1879.

### Periodo coloniale francese

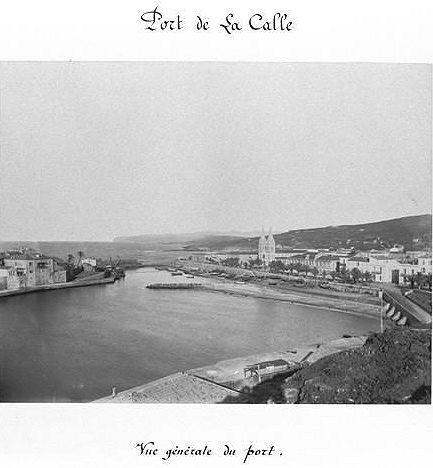
Veduta generale del porto nel 1900.

Dopo la presa di Algeri il 5 luglio 1830 da parte dell'esercito francese, i francesi vollero riprendere il Bastione, divenuto il simbolo della loro presenza in Africa. Ma Annaba non era ancora stata presa e la situazione militare non era favorevole all'esercito coloniale, La Calle fu presa solo nel 1836. Divenne capoluogo di due comuni: un commune de plein exercice fu creato nel 1856 e un commune mixte, creato nel 1884. Questa situazione perdurò fino alla soppressione del commune mixte nel 1957.